# (74114) 1998 QV46
(74114) 1998 QV46 – planetoida z pasa głównego asteroid okrążająca Słońce w ciągu 4,28 lat w średniej odległości 2,64 j.a. Odkryta 17 sierpnia 1998 roku.